# Herbert Hice Whetzel
Herbert Hice Whetzel (ur. 5 września 1877, zm. 30 listopada 1944) – amerykański mykolog i fitopatolog. Jako profesor kierował pierwszym działem fitopatologii na amerykańskim uniwersytecie i założył Cornell Plant Pathology Herbarium.

## Życiorys
H.H. Whetzel urodził się w pobliżu Avilla w stanie Indiana, gdzie spędził dzieciństwo w rodzinnej farmie. Od najmłodszych lat interesował się przyrodą. Uzyskał licencjat w Wabash College, potem studiował na Uniwersytecie Cornella. W 1904 roku ożenił się z Lucy E. Baker. Mieli dwoje dzieci. Po śmierci żony w 1914 r. poślubił jej siostrę i razem wychowali dzieci w Ithace w stanie Nowy Jork.
W trakcie pracy doktorskiej Whetzel został zatrudniony przez Liberty Hyde Baileya do pracy nad rozszerzeniem Cornell's College of Agriculture and Life Sciences. W 1906 r. Whetzel został mianowany profesorem nadzwyczajnym botaniki, a w 1907 r. profesorem naczelnym nowo utworzonego Zakładu Fitopatologii. Zasady obowiązujące w Cornell's College uniemożliwiły mu oficjalne uzyskanie stopnia doktora, ale później otrzymał honorowy tytuł doktora habilitowanego.

## Praca naukowa
Whetzel zajmował się badaniem grzybów workowych (Ascomycota) i opublikował monografię rodzajów w rodzinie twardnicowatych (Sclerotiniaceae). Był członkiem statutowym Amerykańskiego Towarzystwa Fitopatologicznego, autorem ponad 300 publikacji i przyczynił się do założenia i rozwoju Cornell Plant Pathology Herbarium, w którym przechowywane są jego kolekcje grzybów. Był pionierem w dokumentowaniu grzybów z Puerto Rico i Bermudów.
Opisał nowe taksony roślin i grzybów. W ich naukowych nazwach dodawane jest jego nazwisko Whetzel.